# Asynchronous Transfer Mode
Asynchronous Transfer Mode (ATM) – szerokopasmowy standard komunikacji realizujący przesył pakietów poprzez łącza wirtualne. Wybór drogi (routing) jest dokonywany tylko raz, przy zestawianiu łącza. Wszystkie pakiety należące do jednego połączenia wirtualnego są wysyłane tą samą trasą. Jest stosowany w sieciach MAN i WAN. Informacja w tym standardzie przesyłana jest w postaci komórek składających się z nagłówka 5 bajtów i  pola informacyjnego: 48 bajtów.

## Interfejsy w sieciATM
W standardzie ATM zdefiniowane są dwa podstawowe rodzaje styków (interfejsów) UNI i NNI.
- UNI (ang. User Network Interface) – styk użytkownika z siecią szerokopasmową, styk umieszczony pomiędzy sprzętem użytkownika a zakończeniem sieci, w którym są realizowane protokoły dostępu do sieci.
- NNI (ang. Network-to-Network Interface) – styk umieszczony w węźle sieci wykorzystywany do połączenia z innymi węzłami.

## Kanały i ścieżki wirtualne

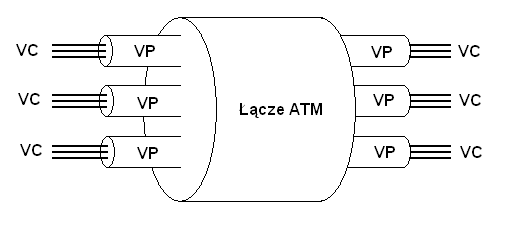
Relacja pomiędzy kanałem wirtualnym, ścieżką wirtualną i łączem ATM

Pomiędzy stacją źródłową a docelową zostaje zestawione logiczne połączenie zwane kanałem wirtualnym VCC (ang. Virtual Channel Connection). Kanały o tym samym węźle docelowym tworzą tzw. wirtualną ścieżkę VPC (ang. Virtual Path Connection). W komutatorze ATM ma miejsce multipleksacja statystyczna poszczególnych kanałów. Kanały i ścieżki wirtualne są rozróżniane przez części nagłówka ATM – pole VPI (ang. Virtual Path Identifier) i pole VCI (ang. Virtual Channel Identifier).
Użycie ścieżek wirtualnych znacznie upraszcza zarządzanie całą siecią. Wynika to z faktu, że liczba ścieżek wirtualnych jest mniejsza od liczby kanałów wirtualnych. Dzięki temu zestawienie połączenia w węźle pośrednim, przez który przebiega dana ścieżka, wpływa na przyspieszenie zestawiania nowego połączenia, wykorzystującego ścieżki wirtualne.
Kanały wirtualne, które należą do jednej ścieżki wirtualnej, muszą charakteryzować się jednakowym poziomem wymaganej jakości usługi QoS.

## Budowa komórki w standardzieATM
Struktura komórki w standardzie ATM dla styku UNI i NNI przedstawione zostały na rysunku obok.

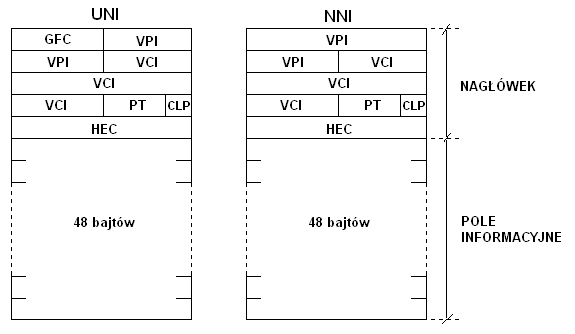
Struktura komórki ATM dla styku UNI i NNI

Poniżej została przedstawiona zawartość poszczególnych pól nagłówka:
- GFC (ang. Generic Flow Control) – pole zawierające 4 bity, występujące tylko w styku UNI. Służy do zarządzania przepływem pakietów pomiędzy elementami sieci użytkownika. W przypadku gdy procedura GFC nie jest wykorzystywana, pole nadpisywane jest czterema zerami.
- VPI (ang. Virtual Path Identifier) – wielkość pola zależna jest od styku (w UNI – 8 bitów, w NNI – 12 bitów). Pole identyfikuje nawiązane połączenie ze ścieżką wirtualną w łączu fizycznym.
- VCI (ang. Virtual Channel Identifier) – pole zawierające 16 bitów, identyfikujące kanał wirtualny w ścieżce wirtualnej. Możliwość utworzenia do 65536 kanałów wirtualnych w każdej ścieżce.
- PT (ang. Payload Type) – 3 bitowe pole określające typ komórki ATM.
- CLP (ang. Cell Loss Priority) – pole zawierające 1 bit, określające priorytet pakietu. Jeśli CLP=1 pakiet może być utracony w sytuacji natłoku. CLP=0 podnosi priorytet komórki względem utraty, ale nie gwarantuje niezawodnego dostarczenia do miejsca przeznaczenia.
- HEC (ang. Header Error Control) – ośmiobitowe pole protekcji przed błędami transmisji. Dzięki niemu chroniona jest zawartość całego nagłówka poprzez wykrywanie błędów i korygowanie pojedynczych błędów.

Pole informacyjne jest przeznaczone na informacje użytkownika, ma długość 48 bajtów. Wielkość pola przeznaczonego w rzeczywistości na przesyłanie informacji właściwej użytkownika zależy od zastosowanej wersji warstwy AAL.

## ArchitekturaATM
Model protokołu ATM składa się z trzech warstw: warstwy fizycznej, warstwy ATM i warstwy adaptacji ATM. W modelu można także wyróżnić „płaszczyzny” o budowie warstwowej: płaszczyznę użytkownika, płaszczyznę sterowania oraz płaszczyznę zarządzania.

### Warstwa fizyczna
Warstwa fizyczna dzieli się na dwie podwarstwy:
- podwarstwę PM (ang. Physical Medium Sublayer, medium fizycznego) – realizuje funkcje ściśle związane z wykorzystaniem medium transmisyjnego (transfer bitów, zarządzanie informacją synchonizującą itp., transformacja optyczno-elektryczna, kodowanie liniowe (jeśli występuje)),
- podwarstwę TC (ang. Transmision Convergence, zbieżności transmisji) – realizuje funkcje adaptacji strumienia pakietów do przepływu podstawowych elementów danych w fizycznym medium (obliczanie nadmiaru kodowego dla każdego pakietu i umieszczanie go w polu HEC nagłówka, weryfikacja nagłówka w odebranym pakiecie, dokonywanie skramblingu pola informacyjnego, umieszczanie pakietu w ramce transmisyjnej oraz wydzielanie pakietu z ramki transmisyjnej).

### WarstwaATM
Warstwa ATM jest zespołem funkcji niezależnych od medium transmisyjnego, dostarczających możliwości przeźroczystego transferu informacji użytkownika. Pomiędzy warstwą adaptacji ATM a warstwą ATM są przesyłane pola informacyjne pakietów, tj. ciągi 48-bitowe. Podstawowymi funkcjami tej warstwy jest multipleksacja i demultipleksacja pakietów w komutatorach, tworzenie i rozpakowywanie nagłówka pakietu, realizacja doboru trasy dla pakietu, realizacja procedur sterowania przepływem.

### Warstwa adaptacjiATM
Warstwa adaptacji ATM (ang. ATM Adaptation Layer) stanowi warstwę pośrednią pomiędzy warstwami wyższymi protokołu ATM a warstwą ATM. Wyróżnia się dwie podwarstwy:
- podwarstwa CS (ang. Convergence Sublayer, zbieżności) – podwarstwa CS zależy od wybranej usługi, jakie prowadzi poprzez punkty udostępniania usług AAL-SAP, będące adresami aplikacji.
- podwarstwa SAR (ang. Segmentation And Reassembly, segmentacji i składania) – podwarstwa SAR segmentuje pakiety PDU z podwarstwy CS i składa komórki warstwy ATM w pakiety CS PDU.

Ze względu na różnorodność charakterystyk przepływu danych zostały wydzielone klasy usług, z każdą z klas związana jedna z warstw adaptacji AAL. W tabeli przedstawione są podstawowe parametry opisujące klasy usług realizowanych w środowisku szerokopasmowym przy wykorzystaniu techniki ATM. Przeprowadzenie takiej klasyfikacji jest podstawowym warunkiem realizacji połączeń w technice ATM dla usług dowolnego typu. Warstwa AAL stanowi rodzaj „filtru”, który na podstawie typu pochodzącego zgłoszenia pomaga określić możliwości jego realizacji przy aktualnym stanie zasobów sieci oraz dostosowuje jednostki informacyjne warstw wyższych do sposobu przesyłania informacji w standardzie ATM tzn. w postaci krótkich pakietów.
|                                   | Klasa A      | Klasa B      | Klasa C      | Klasa D         |
| --------------------------------- | ------------ | ------------ | ------------ | --------------- |
| Synchronizacja między terminalami | Wymagana     | Wymagana     | Nie wymagana | Nie wymagana    |
| Szybkość bitów                    | Stała        | Zmienna      | Zmienna      | Zmienna         |
| Tryb połączenia                   | Połączeniowy | Połączeniowy | Połączeniowy | Bezpołączeniowy |
| Typ AAL                           | Typ 1        | Typ 2        | Typ 3 i 4    | Typ 5           |

Nie wszystkie kombinacje cech mają znaczenie w środowisku telekomunikacyjnym (np. usługi realizowane w trybie bezpołączeniowym nie wymagają istnienia zależności czasowych pomiędzy komunikującymi się terminalami).
Powstała także (niezdefiniowana w tabeli) klasa X o zasadniczo różnym charakterze w stosunku do poprzednich klas usług. Klasa X jest definiowana przez użytkownika i oznacza prostą transmisję komórek.

### Płaszczyzny
W modelu protokołu ATM można wyróżnić następujące płaszczyzny:
- płaszczyzna użytkownika (ang. User Plane) – dostarcza funkcje, które realizują transfer informacji użytkownika przez sieć ATM oraz dodatkowo takie działania, jak sterowanie przepływem strumieni informacji, powrót do sytuacji nominalnej po wystąpieniu błędu, itp.
- płaszczyzna sterowania (ang. Control Plane) – płaszczyzna odpowiedzialna za sterowanie realizacją zgłoszeń oraz połączeń. W tej płaszczyźnie są zawarte funkcje sygnalizacyjne, które odpowiadają za zestawianie, nadzór oraz rozłączanie połączeń.
- płaszczyzna zarządzania (ang. Management Plane) – odpowiedzialna za realizację funkcji nadzoru nad siecią ATM. Płaszczyzna ta jest podzielona na funkcje zarządzania warstwą (ang. Layer Management) oraz zarządzania płaszczyzną (ang. Plane Management):
  - funkcje zarządzania warstwą realizują zarządzanie zasobami oraz parametrami obiektów istniejących w protokole,
  - funkcje zarządzania płaszczyzną realizują działania odniesione do systemu jako całości oraz koordynację międzypłaszczyznową.